# Hiéroglyphe égyptien Q4
Le hiéroglyphe égyptien Q4 (appui-tête) est classifié dans la section Q « Mobilier domestique et funéraire » de la liste de Gardiner ; il y est noté Q4.

## Représentation
Il représente un appui-tête. 

## Utilisation
| wr · r | s | Q4 |

| wr · r | s | Q4 |